# Сан-Бонифачо
Сан-Бонифачо (итал. San Bonifacio) — коммуна в Италии, располагается в провинции Верона области Венеция.
Население составляет 17 371 человек, плотность населения составляет 526 чел./км². Занимает площадь 33,9 км². Почтовый индекс — 37047. Телефонный код — 045.
Покровителями коммуны почитается святой Бонифаций, празднование 5 июня, и святой Авундий, епископ Комо, празднование в последнее воскресенье августа. Также праздник ежегодно празднуется 8 сентября.